# テッポウユリ
テッポウユリ（鉄砲百合、学名 Lilium longiflorum）は、ユリ目ユリ科ユリ属の多年生草本球根植物である。ラッパに似た形の筒状の花を横向きに咲かせる。西之表市や川口市の市の花となっている。

## 特徴
丈が 50cm-1m 程度に生長し、楕円形で長い葉をつけ、葉脈は水平方向に入る。原産地での花期は 4-6 月で、茎の頂上に純白で細長い花を横向きにつける。花長は 10–15 cm、直径 5 cm ほど、花弁が6枚あるように見えるが根元がつながっており筒状になっている。雌雄同花である。
本種は外見・生態上の特徴が後述の近縁種タカサゴユリに酷似するが、一般にタカサゴユリよりも小型であり、葉が太めで、花が白く筋などが入らない点で区別する。ただし、本種はタカサゴユリとの園芸交雑種が多く、変異も起きやすいとされ、違いが判別しにくい場合も多い。一般的に球根植物は乾燥に強いが、本種は、乾燥に弱い。

## 分布
日本の南西諸島および九州南部が原産で、本州以東では園芸用に移入されたものが分布する。沖縄県では自生種が群生する様子が見られる。

## 園芸品種
ひのもと
沖之永良部を代表する園芸品種。主に切り花として利用される。
長太郎
江戸時代に植木屋の内川長太郎によって選抜育種された品種。矮性種で花は小振り、葉は白覆輪となっている。鉢植えに向いている。

### シンテッポウユリ
シンテッポウユリ（新鉄砲百合、Lilium x formolongo）は、園芸用にテッポウユリとタカサゴユリがかけ合わされた交雑種とされ、外見上も両者の中間的な特徴を持つとされる。
一般に、発芽から開花までの期間が短く（概ね1年程度以内）、花が白いが葉が細めであるなど、両者の特徴を併せ持ち判別が困難である場合に「シンテッポウユリ」と呼ばれることもある。中には園芸用に花が上向きに傾いて咲くものが選別されている場合もあり、様々な種が存在していると考えられている。
これらの多くは園芸用に栽培されているが、それらの中には種子を稔らせるものもあるため、それが野生化することも考えられる。それだけ両種の間では交雑や変異等による変化が考えられ、外形上の判別が難しいことを示唆している。

## テッポウユリ亜属
テッポウユリ亜属（学名：Leucolirion）には次の種が属する。
テッポウユリ
タカサゴユリ Lilium formosana
高砂百合は台湾百合とも呼ばれ、もともと台湾原産で、日本には1924年に移入されて、帰化植物として西日本に広く自生する。
ハカタユリ（博多百合）Lilium brownii var. colchesteri
中国原産で、日本には鎌倉時代に九州北部に移入された帰化植物とされる。しかし現在の分布は限られており、当地ではハカタユリの復活計画などが実施されている。
ビンコウユリ（岷江百合）Lilium regale E. H. Wilson
英名 Regal lily。中国四川省に自生し、白に中央がやや黄色の花を咲かせる。日本では英名から「リーガルユリ」と、または「トランペットリリー」などと呼ばれる。

## 画像
- テッポウユリ
- テッポウユリ
- ハカタユリ
- タカサゴユリ
- タカサゴユリの花
- タカサゴユリ、白い花も見られる。
- タカサゴユリ、日当たりのよい場所では 1.5m ほどに生長するものもある。
- テッポウユリ園芸種

## 人間とのかかわり

### 園芸種
日本では墓地に添える花として好まれ、また西欧でも冠婚葬祭で好まれ（下記の#イースターリリーを参照）、特にテッポウユリとタカサゴユリ、およびその交雑種は盛んに栽培され、園芸や切り花などにされる。
本種は結実するが、球根の分球により比較的容易に増やすこともでき、タカサゴユリを掛け合わせた丈夫な園芸種や小形にしたものなどもある。ただし前述のとおり連作障害が出やすいため、畑や庭などに植える場合でも3年程度で植え替えが行われる。

### 食用・生薬
- ササユリ、ヒメサユリ - 根は食用とされる。
- ハカタユリ - 原産地の中国では「百合根」として生薬に用いられる。

### 花言葉
- 全般 - 純潔、威厳、無垢など。
- テッポウユリ、タカサゴユリ、ニワシロユリ - 正直、甘美など。

### 切手
- 1982年（昭和57年）7月5日発売　20円普通切手

### イースターリリー

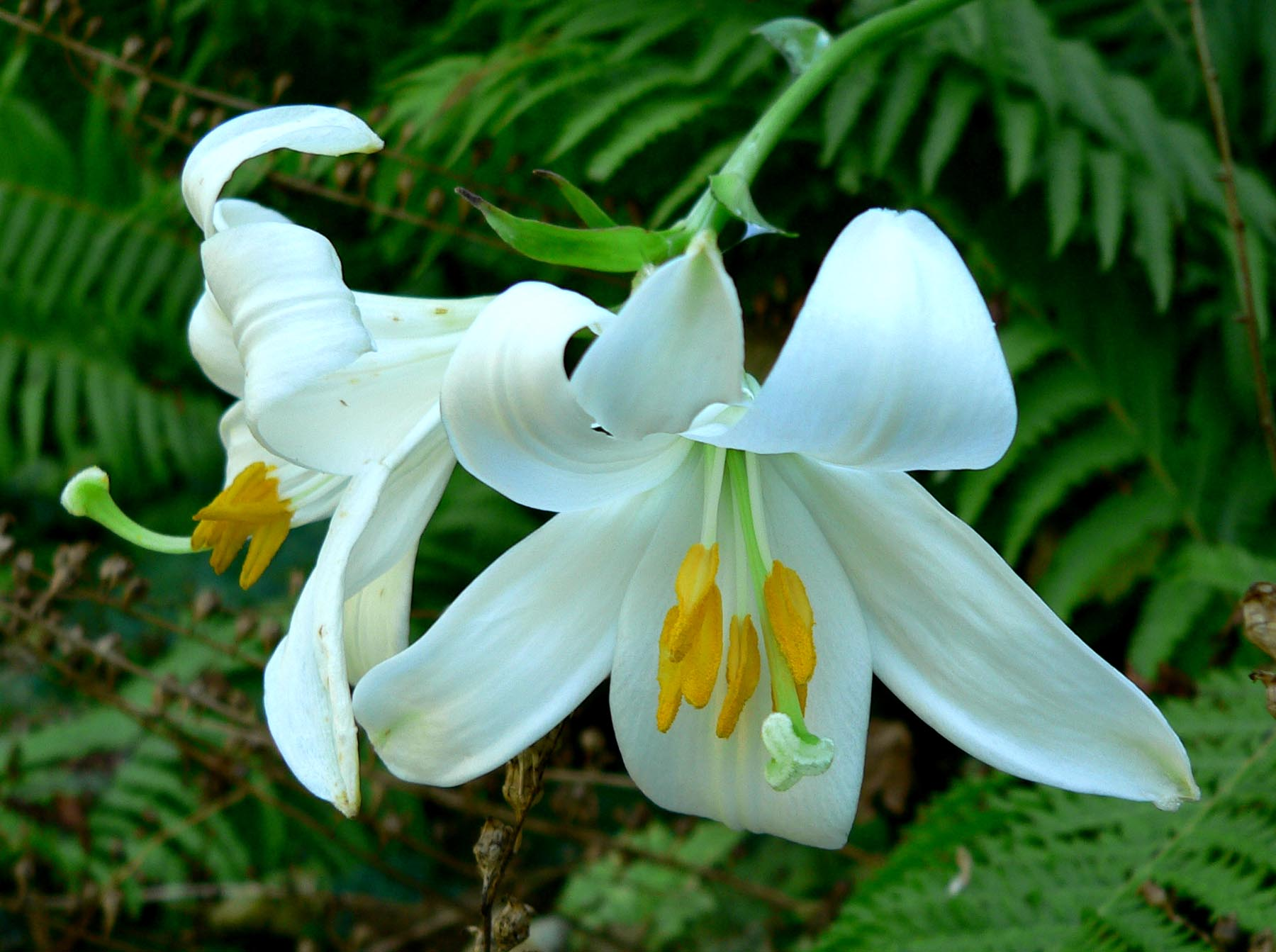
ニワシロユリ

キリスト教西方教会では、復活祭にテッポウユリを教会の祭壇に飾るなどする習慣があり、これをイースターリリー（Easter lily）と呼ぶ。それはキリスト教の伝説からきている。つまり、イエスが十字架につけられた後、ゲッセマネの園に白いユリが現れた。イエスが最後の瞬間に受けた痛みと苦しみは、汗となり、すべて白いユリに落ちたという。このため伝統的に、キリスト教徒は復活祭にユリを祭壇の周りに置き、イエスの復活を記念して飾ってきた。ただし、この聖書に記載されている花は伝統的にユリと訳されてきたが、中東原産のユリまたは道路沿いの普通の野草である可能性がある（最近の『新共同訳聖書』では「花」、参照：ヨハネによる福音書6:28＝山上の説教の一部）。もともとニワシロユリがイースターリリーとして扱われていたが、日本で生まれたテッポウユリが、アメリカではイースターリリーになり、現在アメリカが最大の生産地になった訳であるが、これには屈折した歴史がある。
テッポウユリは、日本の琉球と台湾が原産である。1777年にスウェーデンの植物学者カール・ツンベルクによって記録され、医師フィリップ・フランツ・フォン・シーボルトもそうした紹介に携わり、その球根は1819年にイギリスに持ち込まれ、1853年には再度持ち込まれた。イギリスの宣教師と船員たちはテッポウユリをその成長にふさわしいイギリス領バミューダに持ち込んだ。また、日本政府は1873年のオーストリア・ウィーンでの万国博覧会にテッポウユリを展示して、その花の美しさの欧米での人気に拍車をかけた。
1880年代に、トーマス・サージェント（Thomas Sargent）がバミューダから米国フィラデルフィアに球根を持ち帰り、すぐ非常に人気が高まり、復活祭を飾る花になった。19世紀の終りには、バミューダはイースターリリーの主要生産地になっている。しかし、1898年にウイルスによりバミューダのテッポウユリ産業は完全に破壊された。このため日本がイースターリリーの主要生産国として置き換わり、1941年に日本の真珠湾攻撃で中断されるまで、毎年3,000万種類の球根を米国に輸出した。一方、1919年に、第一次世界大戦の退役軍人であるルイス・ホートン（Louis Horton）はテッポウユリの球根の箱をオレゴン州に購入していて、それ以来イースターリリーは米国に定着した。第二次世界大戦の発生後、テッポウユリの球根の価格が非常に高くなったため、投機家が活躍する対象になった時期がある。第二次世界大戦の終りには、太平洋海岸のワシントン州バンクーバーからカリフォルニア州ロングビーチまで、約1,200のメーカーがテッポウユリを植えていた。しかし現在では、イースターリリーを生産しているメーカーは約10社にすぎず、米国オレゴン州とカリフォルニア州の沿岸地域に集中しており、世界のイースターリリーの約95％が米国市場で生産されている。